# Kawkhali
Kawkhali är ett underdistrikt i Bangladesh. Det ligger i den sydöstra delen av landet, 210 km sydost om huvudstaden Dhaka.
I omgivningarna runt Kawkhali växer huvudsakligen savannskog. Runt Kawkhali är det mycket tätbefolkat, med 1 056 invånare per kvadratkilometer.